# 皮內克里克 (北卡羅萊納州)
皮內克里克（英語：Piney Creek）是位於美國北卡羅萊納州亞利加尼縣的非建制地區。

## 歷史
皮內克里克的郵局自1860年營運至今。

## 地理
皮內克里克所處的海拔為高於海平面841米（即2759英呎），而該地所採用的時區為UTC-5，即北美东部时区（EST）。同時該地設有夏令時間，為UTC-5調快一小時，即UTC-4（EDT）。